# كيسة جلدانية
الكيسة الجلدانية هي ورم مسخي كيسي يحتوي على أنسجة ناضجة؛ كالشعر والزيت (الزهم) والدم والعظم والنسيج الدرقي والغضاريف والأسنان والأظافر، في الغالب يكون حميداً وينمو ببطء، ونادراً ما يكون خبيثاً؛ في صورة سرطان الخلية الحرشفية لدى البالغين، وورم جيب الأديم الباطن (endodermal sinus tumour) لدى الأطفال.

## المكان

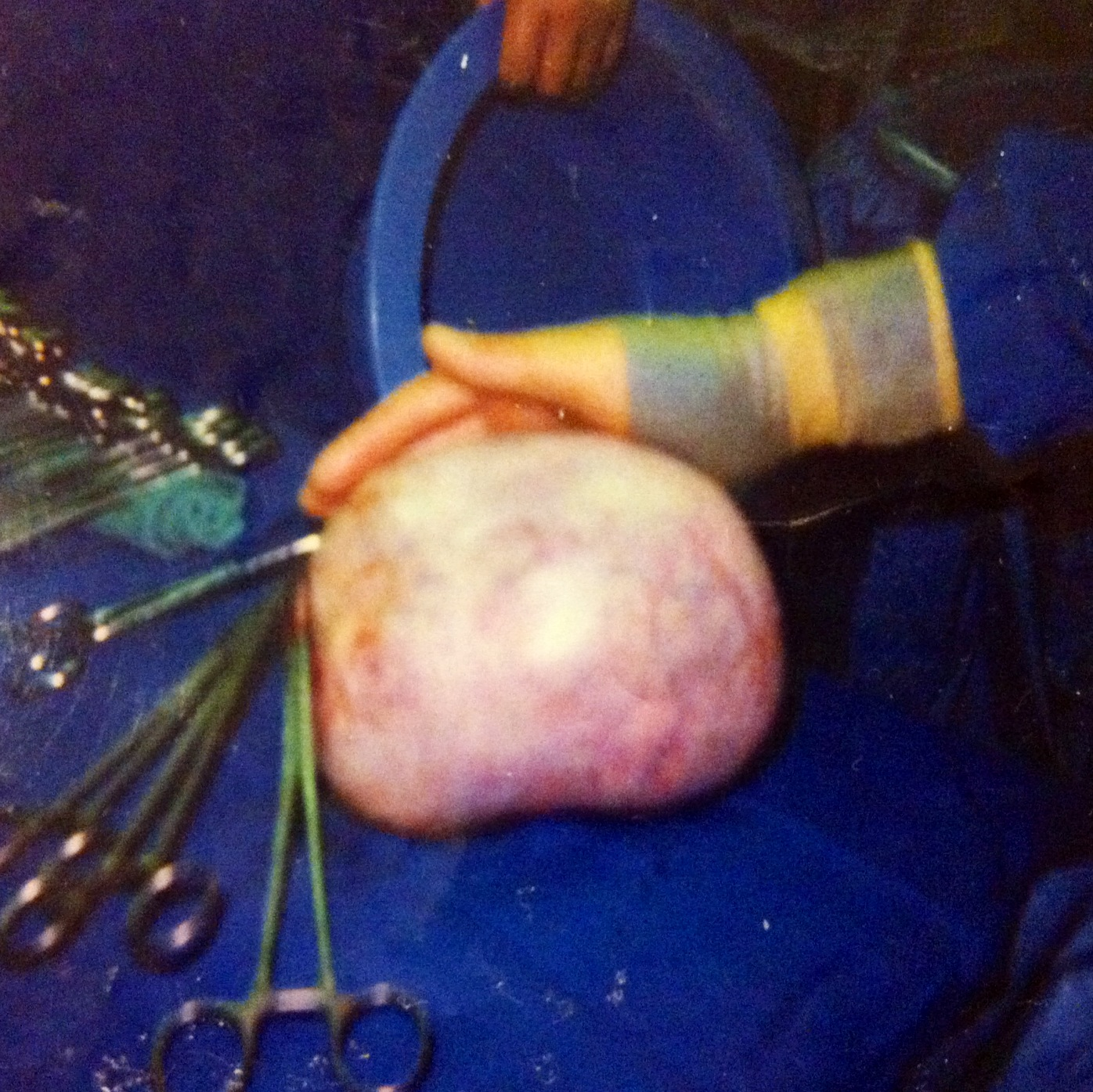
كيسة كبيرة في المبيض

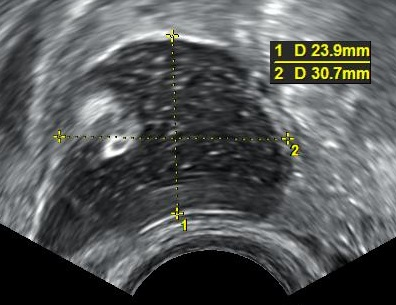
كيسة جلدانية بالسونار المهبلي

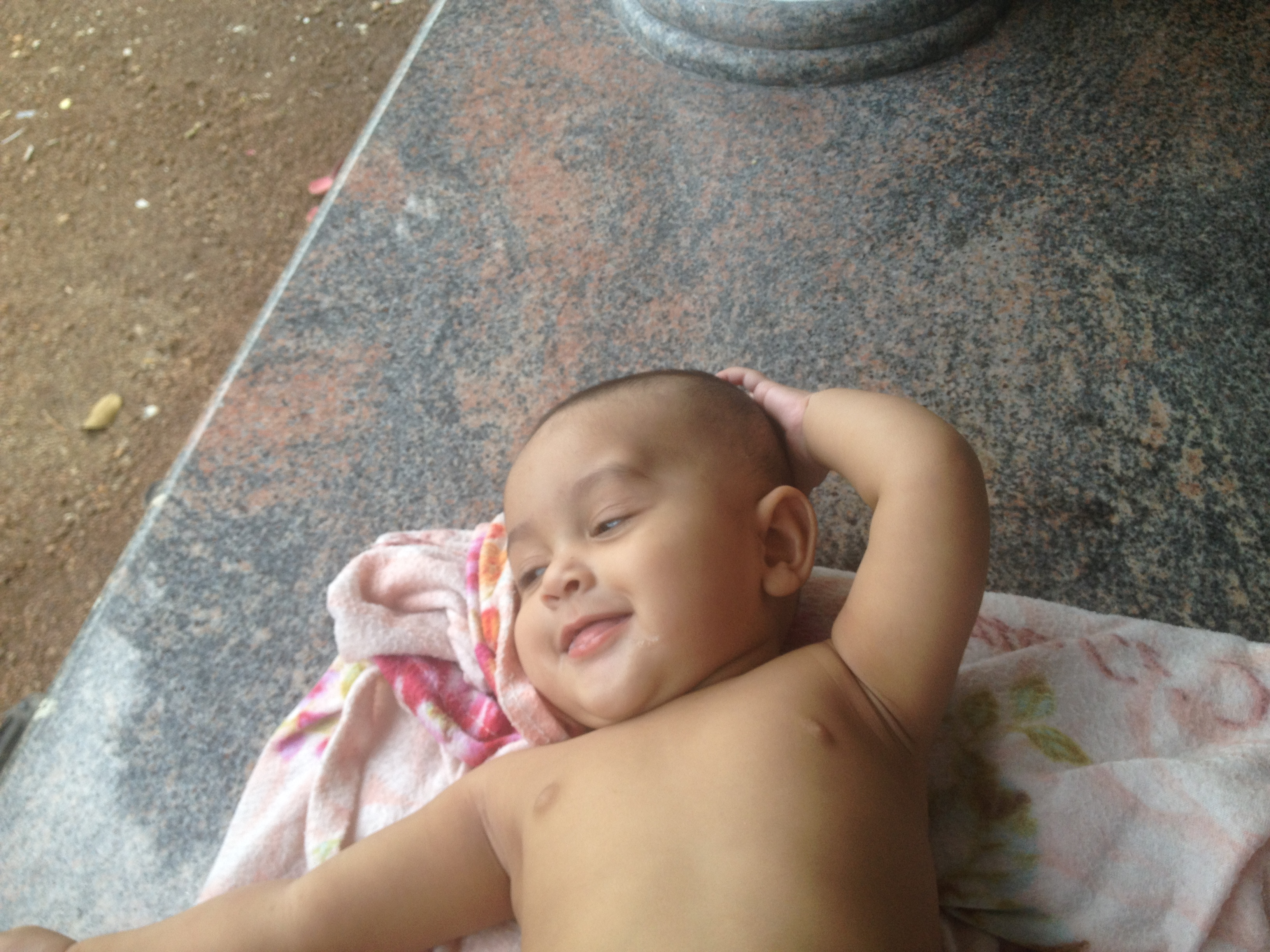
كيسة جلدانية حول حجاج العين اليسرى

يظهر في أماكن ظهور الورم المسخي:

### المبيض
في المبيض الطبيعي تنمو حويصلة جراف وبعد التبويض تتضاءل؛ إلا أنها قد تمتلئ بسائل فقط وتدعى الكيسة البسيطة، وتختفي تلقائياً.
أما الكيسة الجلدانية فهي ليست وظيفية، وتنشأ من الخلايا الجنسية شاملة الوسع (قوة نفاذية الخلية) القادرة على التحور إلى أنسجة عديدة. وقد تحدث لها مضاعفات عدة؛ كالالتواء والتمزق والعدوى، وفي حالة ظهور أي من هذه المضاعفات أو زيادة حجمها؛ يجب إزالتها جراحياً بالمنظار أو فتح البطن.

### حول حجاج العين
تظهر في الأطفال، وغالباُ ما تكون على الجانب الوحشي (الخارجي) للحاجب، قد تتضاعف محدثة عدوى أو تظهر مرة أخرى إذا لم يتم استئصالها كلياُ للحفاظ على بنية الأنسجة المحيطة، وقد تمتد عبر الجمجمة إلى المخ، وإذا ظهرت على الجانب الأنسي (الداخلي) تزداد احتمالية حدوث القيلة الدماغية (encephalocele).
قد تظهر عند الولادة كعيب خلقي ولا تتم ملاحظتها لسنوات؛ فهي بطيئة النمو وأعراضها بسيطة غير مؤلمة ولا تؤثر على صحة الطفل.
قد تترك تحت الملاحظة أو يتم استئصالها بناءاُ على درجة الخطورة، وفي حالة ظهور عدوى يجب علاجها واستئصال الكيسة جراحياُ، لكن إزالتها قبل قبل العدوى أسهل وأقل عرضة لظهور الندبات.

### النخاع الشوكي
نتيجة لخلل أثناء انغلاق الأنبوب العصبي (صفيحة قاعدية (أنبوبة عصبية)) في الجنين، وهو نادر جدا؛ إذ يشكل أقل من 1% من أورام داخل النخاع الشوكي، وغالباً ما تكون في المنطقة العجزية العصعصية، وقد يصاحبها عيوب خلقية في في النخاع كالسنسنة المشقوقة الخفية.
وهناك فرضيات عديدة لظهورها؛ وهي إما:
- مكتسبة: نتيجة لانغماس نسيج البشرة تحت الجافية (subdural)، أثناء البزل القطني مثلاً (lumbar puncture).[6]
- عيب خلقي: نشأ عن خلايا متعددة القدرات (قوة نفاذية الخلية).[7][8]

## التشخيص
يتم تشخيصها بالأشعة المقطعية، أو أشعة الرنين المغناطيسي المجدية في تشخيص الكيسة في النخاع والمخ وتحديد خطة العلاج والمتابعة.

## التشخيص التفريقي
الكيسة الجلدانية في منطقة العصعص يصعب تفريقها عن الكيسة الشعرانية (وهي الناسور الشعري المسدود)؛ لأن كليهما ممتلئة بالشعر. أي ورم مسخي بالقرب من سطح الجسم يمكن أن يكوّن جيباً أو ناسوراً أو كليهما، كما في حالة تيرون جونز (تايرون جونز) اللاعب بدوري كرة القدم الكندية؛ الذي أصيب بورم تم اكتشافه عند سقوط سن من أنفه.

## العلاج
علاجها هو الاستئصال الجراحي الكامل لمرة واحدة ومن دون تسرب لمكوناتها، أما التفريغ أو التوخيف (توخيف) الذي يستخدم في علاج الكيسة الشعرية فهو غير مناسب هنا؛ لاحتمالية أن يكون الورم خبيثاً.
تتزايد حالات ظهور الكيسة الجلدانية في المبايض أثناء الحمل، وتكمن المشكلة هنا في خطورة الجراحة والتخدير على الحامل من جهة، وخطورة الإبقاء على الورم من جهة أخرى. لكن معظم المراجع توصي بإزالة الورم جراحياُ عن طريق الاستكشاف (فتح البطن) أو المنظار بحذر شديد في حالة ظهوره في المبيضين وزيادة حجمه عن 6 سنتيمترات، ومن الأفضل إزالته في الثلث الثاني من الحمل.